# Kurt Gutzeit

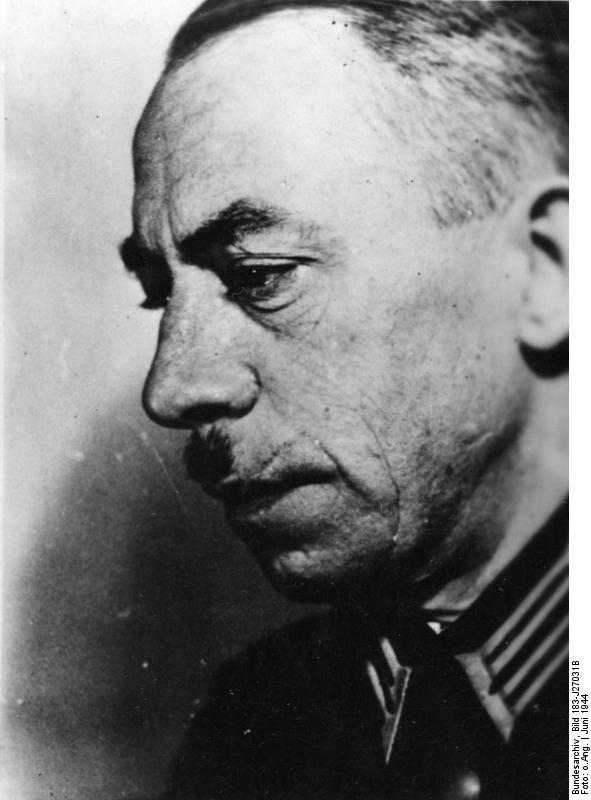
Kurt Gutzeit, Juni 1944

Robert Julius Kurt Gutzeit (* 2. Juni 1893 in Berlin; † 28. Oktober 1957 in Bad Wildungen) war ein deutscher Internist und Hochschullehrer, der zur Zeit des Nationalsozialismus Lehrstuhlinhaber an der Universität Breslau war.

## Leben und Wirken
Kurt Gutzeit war der Sohn des Berliner Oberstadtsekretärs Georg Gutzeit und dessen Ehefrau Agnes, geborene Fuchs. Er absolvierte ein Medizinstudium und wurde 1920 in Berlin zum Dr. med. promoviert. Danach machte er seine Facharztausbildung und habilitierte sich 1923 an der Universität Jena. Er wechselte 1926 als Privatdozent für innere Medizin an die Universität Breslau, wo er zum außerordentlichen Professor ernannt wurde. Gutzeit galt als ausgewiesener Magen-Darm-Spezialist, dessen wesentliche Forschungsschwerpunkte Infektions- und Leberkrankheiten sowie Gastroskopie waren. Des Weiteren beschäftigte sich Gutzeit, der auch wissenschaftlich publizierte, mit Röntgenologie, Neuralpathologie, physikalischer Therapie, Chiropraktik, Diätetik, Verstoffwechselung von Jod, innerer Sekretion und Blutkrankheiten. Ab Mai 1933 war er als Abteilungsdirektor am Berliner Virchow-Krankenhaus tätig und wechselte im Oktober 1934 an die Universität Breslau, wo er einen Lehrstuhl als Professor für Innere Medizin erhielt. Der SS trat er 1933 bei (SS-Nummer 254.649), wo er bis 1939 den Rang eines SS-Hauptsturmführers erreichte. Am 19. Mai 1937 beantragte er die Aufnahme in die NSDAP und wurde rückwirkend zum 1. Mai desselben Jahres aufgenommen (Mitgliedsnummer 4.245.341), zudem gehörte er auch dem NS-Dozentenbund (NSDDB) an. Gutzeit denunzierte den Rektor der Universität Breslau Martin Staemmler, da dieser eine Bekanntschaft mit dem Chirurgen Karl Heinrich Bauer pflegte, der seit 1937 mit einer „Vierteljüdin“ verheiratet war.
Nach Beginn des Zweiten Weltkrieges war Gutzeit als beratender Internist beim Heeres-Sanitätsinspekteur tätig und Abteilungsleiter an der Militärärztlichen Akademie.  Zudem leitete er als Direktor die Medizinische Klinik Breslau. Als Oberstarzt beziehungsweise ab 1944 Generalarzt der Reserve erhielt er am 16. Mai 1944 das Ritterkreuz zum Kriegsverdienstkreuz mit Schwertern verliehen. Bei dem Bevollmächtigten für das Gesundheitswesen Karl Brandt war er Angehöriger des wissenschaftlichen Beirates. Er vertrat die Ansicht, so genannte „minderwertige“ Wehrmachtsangehörige in ein Konzentrationslager (KZ) einweisen zu lassen. Gutzeit zählte zu einer Ärztegruppe, der auch Eugen Haagen und Arnold Dohmen angehörten, die sich mit der Hepatitisforschung befassten. Dort war Gutzeit auch koordinierend an pseudomedizinischen Infizierungsversuchen mit Hepatitis beteiligt, was bei den Probanden zu Leberschäden führte. Gutzeits Assistent Hans Voegt unternahm auf seine Anregung hin „Übertragungsversuche von Mensch zu Mensch“, deren Ergebnisse in der Münchner Medizinischen Wochenschrift erschienen. Über die Menschenversuche ließ sich Gutzeit am 23. August 1944 gegenüber einem Arztkollegen folgendermaßen aus:
„In Gießen habe ich Dohmen  wieder einmal – ich weiß nicht zum wievielten Male – aus seiner tierexperimentellen Lethargie aufzurütteln versucht, damit wir endlich zur letzten Klärung kommen. Komisch, wie schwer der Schritt vom Tier zum Menschen ist, aber schließlich und endlich ist der letztere ja doch die Hauptsache.“

## Nach Kriegsende

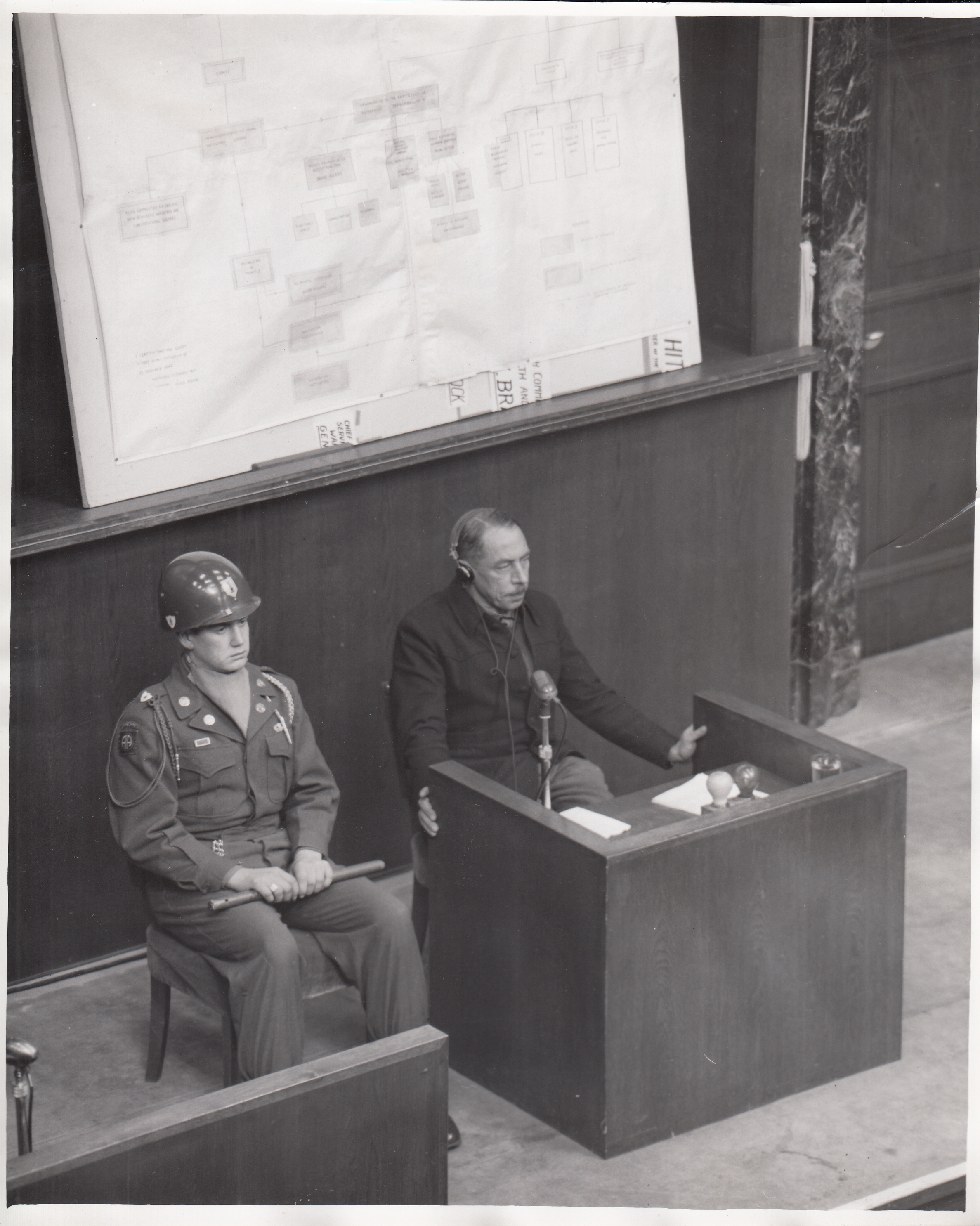
Kurt Gutzeit als Zeuge während des Nürnberger Ärzteprozesses.

Gutzeit befand sich von 1945 bis 1948 in Internierungshaft. Er war Zeuge im Nürnberger Ärzteprozess, selbst jedoch nicht angeklagt. Ab 1949 leitete er das Sanatorium Herzoghöhe bzw. das Krankenhaus Herzoghöhe in der Kulmbacherstraße in Bayreuth und ab 1957 die neueröffnete Klinik Fürstenhof in Bad Wildungen. Noch vor seiner Ernennung zum Honorarprofessor der Universität Marburg starb Gutzeit im Oktober 1957 an einem Herzinfarkt in diesem Krankenhaus. Im Jahr 1954 wurde er zum Mitglied der Leopoldina gewählt.

## Veröffentlichungen (Auswahl)
- Ein Beitrag zur Frage der Herzmissbildungen an Hand eines Falles von kongenitaler Defektbildung im häutigen Ventrikelseptum und von gleichzeitigem Defekt in dem diesem Septumdefekt anliegenden Klappenzipfel der Valvula Tricuspidalis, medizinische Dissertation an der Universität Berlin, 1920.
- Ueber die Gastroenteritis. Entzündungen des Magen- und Darmkanals und ihre Folgeerscheinungen. J. F. Lehmanns Verlag, München.
- Wirbelsäule und innere Krankheiten. In: Münchener Medizinische Wochenschrift. Band 95, Nr. 1, 2. Januar 1953, S. 47–53.
- mit Heinrich Teitge: Die Gastroskopie 2., ergänzte Auflage München, Urban & Schwarzenberg, 1954.
- Die Wirbelsäule als Krankheitsfaktor. In: Hans Haferkamp (Hrsg.): Die Veränderungen der Wirbelsäule als Krankheitsursache. Klinik und Pathologie. Vorträge des vom Zentralverband der Ärzte für Naturheilverfahren e.V. im Frühjahr 1954 in Bad Neuenahr veranstalteten 6. Fortbildungskurses, Stuttgart 1955, S. 25–37.